# Rete Ferroviaria Italiana
Az Rete Ferroviaria Italiana (RFI) egy olasz vasúttársaság, mely teljesen a Ferrovie dello Stato (FS) tulajdona.1905-ben alapították, székhelye Róma. Az RFI kezeli Olaszország vasúthálózatát, továbbá a vasúti kompokat Szicíliába.
Az RFI saját vállalatai:
- Treno Alta Velocità
- Lyon Turin Ferroviaire
- GEIE-BBT Brenner Basistunnel
- Stretto di Messina